# Bathydrilus notabilis
Bathydrilus notabilis är en ringmaskart som beskrevs av Erséus och Alexander William Milligan 1988. Bathydrilus notabilis ingår i släktet Bathydrilus och familjen glattmaskar. Inga underarter finns listade i Catalogue of Life.